# Shelton (Washington)
Shelton ist eine Stadt im US-Bundesstaat Washington mit 10.371 Einwohnern (Stand: 2020). Sie liegt im Mason County, dessen County Seat (Verwaltungssitz) sie ist.

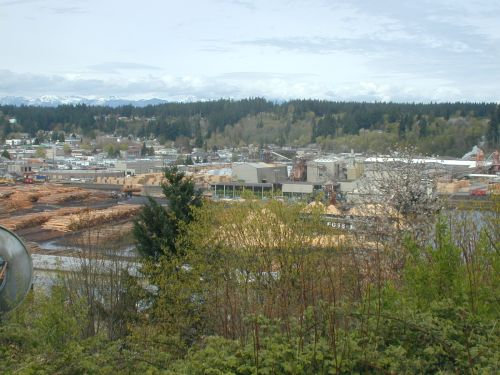
Sägewerk in Shelton

Im Jahr 1851 kamen die ersten Siedler in die Region. Das heutige Shelton wurde im späten 19. Jahrhundert zunächst als Sheltonville bekannt. Der Ort wurde 1888 zum County Seat des Mason County bestimmt und 1890 mit damals 648 Einwohnern offiziell als Gemeinde registriert.
Lange Zeit war die Holzwirtschaft wichtigster Arbeitgeber der Stadt, in der jedoch zunehmend Tourismus, Einzelhandel und Dienstleistungsgewerbe Bedeutung erlangen.

## Söhne und Töchter der Stadt
- Karol E. Kennedy (1932–2004), Eiskunstläuferin
- Caleb Schlauderaff (* 1987), American-Football-Spieler